# Genderman
Genderman je iniciativa založená neziskovou společností Otevřená společnost o.p.s. za účelem zviditelnění, propojení a ocenění mužů, kteří odmítají sexismus a veřejně proti němu vystupují či aktivně podporují genderovou rovnost. Iniciativa si klade za cíl upozorňovat na přetrvávající genderové nerovnosti, přispívat ke konstruktivní společenské diskusi a díky tomu pomáhat k jejich narovnávání.
| „                                                   | "Oceněné nevnímáme jako hrdiny, ale jako demokraticky smýšlející muže, kteří rovnost žen a mužů chápou jako důležitý demokratický princip a něco konkrétního pro něj ve veřejném prostoru činí." | “ |
| — Otevřená společnost, tisková zpráva z 2. 12. 2019 | |   |

## Spolupráce a další aktivity
Iniciativa Genderman spolupracuje s Informačním centrem OSN v mezinárodní skupina OSN pro genderovou rovnost (UN Women) na
kampani Https://www.heforshe.org/en, He for She, která motivuje muže v jejím prosazování. Soutěž Genderman roku je lokálním rozvedením této kampaně. Ocenění Genderman roku podporuje i Vláda České republiky a Veřejný ochránce práv (ombudsman).
Mimo každoroční udělování ceny Genderman roku iniciativa vydala několik tiskovin:
- Sborník Genderman: mužství a feminismus[4]
- Gendermanem snadno a rychle: příručka pro muže (i ženy), kteří chtějí něco změnit[5]

## Genderman roku
Od roku 2017 je každoročně třem mužům udělována odbornou porotou cena Genderman roku. Nominované navrhuje veřejnost.
| Rok                     | 1 místo | 2. místo | 3. místo | Zvláštní cena in-memoriam | Porota | Ref.  |
| ----------------------- | --- | --- | --- | --- | --- | ----- |
| 2017                    | Pavel Houdek za video k #metoo | Petr Honzejk za článek k #metoo | Petr Gibas za rozhovor o českém partiarchátu | - | |       |
| 2018                    | Kamil Fila za dlouhodobou snahu o demýtizaci feminismu | Jakub Čech za zastání se zaměstnankyň stavebního úřadu při sexuálním obtěžování | Petr Hruška za vymezující text proti kázání Mons. Petra Piťhy | - | Marta Smolíková – ředitelka OS o.p.s., Jan Bubeník – CEO Bubenik Partners, Adriana Dergam – ředitelka korporátní komunikace a udržitelného podnikání Vodafone ČR, Jiří Ryba - společník Sociologické nakladatelství SLON, Lucie Zídková – novinářka Lidové noviny   |       |
| 2019                    | Petr Bittner za analytické komentáře příčin a důsledků nerovnosti žen a mužů v ČR na pozadí konkrétních kauz                                                   | Matěj Michalk Žaloudek za prosazování hodnot rovnosti žen a mužů na komunální úrovni | Vojtěch Boháč za upozornění na přetrvávající praxi all-male panelů | - | Marta Smolíková – ředitelka OS o.p.s., Jiří Ryba - společník Sociologické nakladatelství SLON, Adriana Dergam – ředitelka korporátní komunikace a udržitelného podnikání Vodafone ČR, Tomáš Pavlas – koordinátor OS o.p.s., Lucie Zídková – novinářka Lidové noviny |       |
| 2020                    | František Kopřiva za kontinuální a konzistentní podporu Archivováno 13. 4. 2021 na Wayback Machine. rovnost žen a mužů jako principu a předpokladu demokracie. | Filip Titlbach za mediální dlouhodobé upozorňování na sexismus | Jan Vojtko za pojmenovávání stereotypů genderových rolí, narušování heteronormativních prostor, podporu feminismu a diverzity                                                                                     | Karel Polanský dlouhodobě spolupracoval s organizací Žába na prameni se zaměřením podpory rovnosti žen a mužů, v posledních letech seznamoval veřejnost s dobrými příklady praxe ze zahraničí Archivováno 19. 1. 2021 na Wayback Machine. | Marta Smolíková – ředitelka OS o.p.s., Tomáš Pavlas – člen Rady vlády pro rovnost žen a mužů, Nina Fárová – socioložka Sociologický ústav, Martin Vaňáč - vyučující, Evangelická teologická fakulta, Natálie Veselá – novinářka Idnes.cz                            |       |
| 2022                    | Senátor Václav Láska (SEN 21) za aktivní podporu ratifikace tzv. Istanbulské úmluvy proti domácímu a sexuálnímu násilí.                                        | Ministr pro místní rozvoj ČR Ivan Bartoš (Piráti) za důraz na význam rovnosti žen a mužů, odmítání násilí na ženách, prosazování nutnosti balance pracovního a rodinného života a vyzdvihování žen v IT při zavádění digitalizace. | Senátor Ondřej Šimetka (nestraník za ODS) za zasazování o humanizaci českého porodnictví a odstranění porodnického násilí. Upozorňuje například na absenci poporodní péče během šestinedělí v českém porodnictví. | - | ředitelka Otevřené společnosti a předsedkyně České ženské lobby Marta Smolíková, socioložka Nina Fárová ze Sociologického ústavu Akademie věd ČR, socioložka a advokátka Pavla Špondrová a manažer Otevřené společnosti Tomáš Pavlas                                | [ 6 ] |
| 2023 (politici)         | Poslanec a zastupitel Prahy 2 Michal Zuna za aktivní podporu tzv. Istanbulské úmluvy a spolupořádání semináře k pomoci obětem násilí.                          | Ministr pro evropské záležitosti Martin Dvořák za argumentování ve prospěch rovnosti žen a mužů. Aktivně vysvětluje důležitost Istanbulské úmluvy.                                                                                 | Europoslanec Luděk Niedermayer za dlouhodobé úsilí ve prospěch žen a mužů. Přinášení lidskoprávních a ekonomických argumentů do diskuze.                                                                          | | Iva Šmídová (socioložka Masarykova univerzita), Petr Janyška (diplomat a publicista), Nina Fárová (socioložka, Sociologický ústav Akademie věd ČR), Pavla Špondrová (socioložka, advokátka) a Tomáš Pavlas (manažer Otevřené společnosti, o.p.s.).                  | [ 7 ] |
| 2023 (Veřejná osobnost) | Advokát Daniel Bartoň za vnášení racionálního a odborného pohledu do diskuze o sexuálně podmíněném násilí.                                                     | Člen České pirátské strany David František Wágner za odstoupení z druhého místa kandidátní listiny do voleb do Evropského parlamentu, čímž záměrně uvolnil místo kolegyním.                                                        | Vedoucí programu Patron Lukáš Talpa z Ligy otevřených mužů za pomoc dospívajícím z dětských domovů a za přínos v tématu péče.                                                                                     | | Iva Šmídová (socioložka Masarykova univerzita), Petr Janyška (diplomat a publicista), Nina Fárová (socioložka, Sociologický ústav Akademie věd ČR), Pavla Špondrová (socioložka, advokátka) a Tomáš Pavlas (manažer Otevřené společnosti, o.p.s.).                  | [ 8 ] |